# Mario Corso
Mario Corso (24. srpen 1941, Verona, Itálie – 20. června 2020, Milán) byl italský fotbalista. Hrával na pozici záložníka.
Za italskou reprezentaci odehrál 23 utkání a vstřelil 4 branky.
Byl členem slavného týmu Interu Milán, v němž působil v letech 1957-1973, a jehož byl v letech 1967-1970 kapitánem. Získal s Interem dvakrát Pohár mistrů evropských zemí (1963/64, 1964/65), dvakrát Interkontinentální pohár (1964, 1965) a čtyřikrát titul italského mistra (1963, 1965, 1966, 1971). Odehrál za Inter 436 ligových zápasů, v nichž dal 78 gólů.
V anketě Zlatý míč, která hledala nejlepšího fotbalistu Evropy, se roku 1964 umístil na sedmém místě.
Po skončení hráčské kariéry se stal trenérem.